# Saison 8 de Black-ish
 (mars 2021).
Si vous disposez d'ouvrages ou d'articles de référence ou si vous connaissez des sites web de qualité traitant du thème abordé ici, merci de compléter l'article en donnant les références utiles à sa vérifiabilité et en les liant à la section « Notes et références ».
Chronologie
Saison 7
Cet article présente le guide des épisodes de la huitième et dernière saison de la série télévisée américaine Black-ish.

## Distribution de la saison

### Acteurs principaux
- Anthony Anderson : Andre « Dre » Johnson Sr.
- Tracee Ellis Ross : Dr Rainbow « Bow » Johnson
- Laurence Fishburne : Earl « Pops » Johnson
- Marcus Scribner : Andre Johnson Jr.
- Miles Brown : Jack Johnson
- Marsai Martin : Diane Johnson
- Jenifer Lewis : Ruby Johnson
- Deon Cole : Charlie Telphy
- Peter Mackenzie (en) : Leslie Stevens
- Jeff Meacham : Josh

### Acteurs récurrents
- Yara Shahidi : Zoey Johnson

## Épisodes

### Épisode 1:Mon amie Michelle
- États-Unis /  Canada : 4 janvier 2022 sur ABC / Citytv

### Épisode 2:La cour des grands
- États-Unis /  Canada : 11 janvier 2022 sur ABC / Citytv

### Épisode 3:Nouvelle génération
- États-Unis /  Canada : 18 janvier 2022 sur ABC / Citytv

### Épisode 4:Premier job
- États-Unis /  Canada : 25 janvier 2022 sur ABC / Citytv

### Épisode 5:Méthodes d'édu cassons
- États-Unis /  Canada : 1er février 2022 sur ABC / Citytv

### Épisode 6:La Mentor
- États-Unis /  Canada : 8 février 2022 sur ABC / Citytv

### Épisode 7:Snickers à la douzaine
- États-Unis /  Canada : 15 février 2022 sur ABC / Citytv

### Épisode 8:Le mariage de mon ami du boulot
- États-Unis /  Canada : 22 février 2022 sur ABC / Citytv

### Épisode 9:Et le vainqueur est…
- États-Unis /  Canada : 22 mars 2022 sur ABC / Citytv

### Épisode 10:Jeune, doué et noir…
- États-Unis /  Canada : 29 mars 2022 sur ABC / Citytv

### Épisode 11:La dernière danse ou presque
- États-Unis /  Canada : 5 avril 2022 sur ABC / Citytv

### Épisode 12:Si un homme noir pleure au fond des bois…
- États-Unis /  Canada : 12 avril 2022 sur ABC / Citytv

### Épisode 13:Les adieux
- États-Unis /  Canada : 19 avril 2022 sur ABC / Citytv